# Габерцеттель, Иоганн Конрад Фридрих
Иоганн Конрад Фридрих Габерцеттель (нем. Johann Konrad Friedrich Haberzettel; 1788—1862) — придворный камер-музыкант, пианист, музыкальный педагог клавира, композитор.

## Биография
Родился в 1788 году, сын Иоганна Андрея Леопольда Габерцеттеля.
Учился в Петришуле. С 1814 года служил в придворном оркестре и тогда же стал действительным членом Санкт-Петербургского филармонического общества.
Умер 24 апреля (6 мая) 1862 года. Его вдова в течение 17 лет получала пенсию от филармонического общества.
Издал «Таблицы всех аккордов, для облегчения учащихся гармонии и сочинению» (СПб.: тип. Э. Праца, 1840. — 14 с., 2 л. табл.). Кроме этого:
- Petites preludes dans tous les tons majeurs et mineurs pour le Piano-Forte (изд. И. Пеца);
- Rondoletto a lEspagnole pour le Piano-Forte, посвящено Екатерине Чичериной[3] (литогр. Беггрова);
- Вальс (№ 3 муз. журн. La Harpe du Nord, 1822 г.);
- Токката (приложение к «Музыкальному и театральному вестнику», 1859).

## Семья
Был дважды женат; первая, Софья Гумфельдт, скончалась в 1816 году и не позднее 1818 года он женился во второй раз — на Юлиане Шиллер (?—20.3.1879). Их дети:
- Евграф (Эдуард) Иванович (1818—1882), врач, действительный статский советник
- София-Генриетта (1824—1898)
- Роберт Иванович (1825—1879), юрист, преподаватель
- Адель Антония (1829—1900)
- Фёдор Иванович (1832—1909), архитектор; был женат на Александре Карловне Шиллер (1839—1908) и мел двух сыновей Виктора (1864—1912) и Вильгельма (? — после 1907).